# Lythria lutearia
Lythria lutearia là một loài bướm đêm trong họ Geometridae.